# Palaciosrubios
Palaciosrubios és un municipi de la província de Salamanca a la comunitat autònoma de Castella i Lleó. Limita al Nord amb Cantalapiedra, a l'est amb Horcajo de las Torres (Àvila), al Sud amb Zorita de la Frontera i a l'oest amb Poveda de las Cintas.

## Demografia
| 1991 | 1996 | 2001 | 2004 |
| ---- | ---- | ---- | ---- |
| 635  | 570  | 515  | 500  |